# イリーナ・ヴィルデ
イリーナ・ヴィルデ（1907年5月5日 - 1982年10月30日、本名 ダリーナ・ドミトリヴナ・マコゴン (Daryna Dmytrivna Makogon Дарина Дмитрівна Макогон)）は、ウクライナの作家。
オーストリア＝ハンガリー帝政時代のチェルニウツィー生まれ。父親は、民間講師・作家のドミトロ・マコゴン (Dmytro Makogon Дмитро Макогон)、母親は教師のアドルフィナ・ジャニシェフスカ (Adolphina Janishevska Адольфіна Янішевська)。
イェフゲン・ポロトヌク（Yevgen Polotnjuk）と結婚したが、夫は1943年にゲシュタポにより射殺された。長期療養の後死去し、リヴィウのリチャキフ墓地に埋葬された。

## 子供時代と学業
イリーナ・ヴィルデは、優しさ、尊敬、知性の礼賛に支配された理想的な家庭で生まれ育った。
1927年にスタニスラーウの私立学校を卒業した。1932年にはリヴィウ大学（当時の名称は「Uniwersytet Jana Kazimierza」）を卒業した。物資不足のためすぐに離れることを余儀なくされたものの、コロミヤで雑誌「Zhinocha dolia」（女性の運命の意）の仕事を得、1939年まで働いた。

## 執筆活動
1930年代に、西ウクライナのインテリゲンチャ、小ブルジョワ、学生の生活に関する多数の短編と小説を発表した。最初の短編小説は1930年に若い作家を描いた Povist zyttia (Life Storyの意) で、1935年には、初めて「Iryna Vilde」のペンネームで小説 Metelyky na shpyl’kakh (ピン止めされた蝶の意) を出版した。
第二次世界大戦の間、そしてウクライナ社会主義ソビエト共和国による西ウクライナ再統一の後も彼女はブルジョワ社会における家族のありふれたテーマを描き続けた。多くの短編、中編小説、長編小説を執筆した。彼女の作品には膨大な数の人物が登場し、聖職者、労働者、職人、小作農、小ブルジョワなどガリツィアのすべての public layers から主人公が選ばれた。また、ポーランドの行政政策、経済、教育、文化といった様々な集まりおよび公的機関の活動に関する情報が描かれていた。
イヴァン・フランコ賞 (1935年)、タラス・シェウチェンコ賞 (1965年) を受賞し、名誉記章勲章も受賞した。ウクライナ作家連合の一員であった。

### 作品
- Повість «Метелики на шпильках» (Pinned Butterflies, 1936)
- Повість «Б'є восьма» (The Clock Strikes Eight, 1936)
- Збірка новел «Химерне серце» (The Whimsical Heart, 1936)
- Повість «Повнолітні діти» (Grown-up Children, 1939)
- «Історія одного життя» (1946)
- «Наші батьки розійшлися» (Our Parents Have Separated, 1946)
- «Ті з Ковальської» (Those of Kowalska, 1947)
- «Її портрет» (Her Portrait, 1948)
- «Стежинами життя» (Along the Paths of Life, 1949)
- «Яблуні зацвіли вдруге» (The Apple Trees Have Blossomed Again, 1949)
- «Повісті та оповідання» (Tales and Stories, 1949)
- Одноактна п'єса «Сватання» (1950)
- Роман «Повнолітні діти» (1952)
- «Кури» (1953)
- «Нова Лукавиця» (1953)
- «Оповідання» (1954)
- «На порозі» (1955)
- Роман «Сестри Річинські» (The Richynsky Sisters, 第1巻 1958; 第2巻 1964)
- Собрание сочинений. — Т. 1—5. — М., 1958
- «Ти мене не любив» (1958)
- «Винен тільки я» (1959)
- «Життя тільки починається» (Life Is Just Beginning, 1961)
- «Троянди і терня» (Roses and Thorns, 1961)
- «Людське тепло» (1964)
- Твори (Tvory, 全5巻 1967–1968)
- Збірка ліричних мініатюр «Окрушини» (1969)
- Трилогія «Метелики на шпильках» (2007).